# Province d'Andrés Ibáñez
Pour les articles homonymes, voir Ibáñez.
La province d'Andrés Ibáñez est une des 15 provinces du département de Santa Cruz, en Bolivie. C'est sur son sol que se trouve Santa Cruz de la Sierra, ville la plus peuplée de Bolivie et capitale économique du pays, siège de quelques-unes des grandes entreprises nationales et internationales du pays.

## Géographie

### Situation
La province d'Andrés Ibáñez couvre une superficie de 4 821 km2, c’est-à-dire 1,30 % du département de Santa Cruz. Elle est située au pied des derniers contreforts de la Cordillère des Andes et est traversée en son centre par le Río Grande ou Guapay, qui deviendra le Río Mamoré ; elle est également arrosée par le Río Piraí.

### Relief
La partie occidentale du territoire comprend les contreforts des sierras de Petacas, de La Herradura, d'Espejos et de Parabanó, et est par conséquent pleine de ravins et d'anfractuosités. Le reste s'étend sur la plaine connue depuis l'époque de la conquête espagnole sous le nom de "Llanos de Grigotá" (le terme llano signifie plaine en espagnol). Son sol est plan avec de légères ondulations et présente une pente légère vers le nord et l'est (d'où la direction générale des cours d'eau).

## Population
La province d'Andrés Ibáñez comptait une population de 1 526 187 habitants en 2005, dont :
- Hommes : 747 963 ;
- Femmes : 778 224.

La densité démographique était de : 316,6 hab./km2.

## Tourisme
La province compte beaucoup de sites d'intérêt touristique, qu'ils soient d'ordre culturel, naturel ou autre.